# Colmax
Colmax és una empresa francesa especialitzada en la producció i distribució de pel·lícules pornogràfiques.
Fundada l'any 1983, Colmax és, amb Alpha France/Blue One i Marc Dorcel,una de les productores de pel·lícules X més antigues de França. Va ser adquirit el novembre de 2019 per Jacquie et Michel.
Entre les moltes estrelles porno que han treballat per a Colmax hi ha Marilyn Jess, Christophe Clark, Estelle Desanges, Zara Whites, Tabatha Cash, HPG, Tiffany Hopkins, Roberto Malone, i Katsuni que en el seu debut va ser la "musa" de l'estudi.
Davant la crisi del mercat del vídeo, la companyia va deixar temporalment la producció de pel·lícules als anys 2000, per centrar-se en la distribució. Tanmateix, va reprendre el rodatge el 2009. En la mateixa època, Colmax va abandonar la producció de DVD i es va concentrar en VOD. El 2011, la companyia es va llançar a la producció de pel·lícules en 3D. i també va crear Colmax TV, una cadena de televisió disponible al paquet per adults d'Orange.
L'empresa es va fer un nom a principis del 2019 quan va publicar un calendari que barreja jugadors de rugbi amateurs i actrius pornogràfiques.